# Carlo Caiano
Carlo Caiano (Napoli, 16 novembre 1904 – Roma, 19 ottobre 1993) è stato un produttore cinematografico e sceneggiatore italiano.

## Biografia
Nato ad inizio '900, padre del noto regista Mario Caiano, inizia la sua attività di produttore cinematografico all'inizio degli anni quaranta; il suo primo grande successo come produttore è Vedi Napoli e poi muori, diretto da Riccardo Freda e scritto da egli stesso; segue poi Napoli è sempre Napoli, con Renato Baldini e Lea Padovani, l'horror Amanti d'oltretomba, diretto dal figlio. Nel 1968 conclude la sua attività di produttore, ma prosegue quella di sceneggiatore, e dirige, nel 1978, la pellicola Figlio mio sono innocente, sulla vita nei sobborghi napoletani.

## Filmografia

### Produttore
- Vedi Napoli e poi muori, regia di Riccardo Freda (1952)
- Spartaco - Il gladiatore della Tracia, regia di Riccardo Freda (1953) - non accreditato
- Fermi tutti... arrivo io!, regia di Sergio Grieco (1953)
- Da qui all'eredità, regia di Riccardo Freda (1955)
- Amanti d'oltretomba, regia di Mario Caiano (1965)
- Ringo, il volto della vendetta (Los cuatro salvajes), regia di Mario Caiano (1966)

### Direzione di produzione
- Incanto di mezzanotte, regia di Mario Baffico (1940)
- Napoli è sempre Napoli, regia di Armando Fizzarotti (1954)
- L'ombra di Zorro, regia di Joaquín Luis Romero Marchent (1962)
- Le spie uccidono in silenzio, regia di Mario Caiano (1966)
- Ringo, il cavaliere solitario (Dos hombres van a morir), regia di Rafael Romero Marchent (1968)

### Sceneggiatore e produttore
- La vendetta di Aquila Nera, regia di Riccardo Freda (1951)

### Sceneggiatore
- Le notti di Lucrezia Borgia, regia di Sergio Grieco (1959)

### Sceneggiatore e regista
- Figlio mio sono innocente! (1978)